# Anisodes concinnipicta
Anisodes concinnipicta là một loài bướm đêm trong họ Geometridae.